# Queratina 7
A queratina 7 (K7), também conhecida como citoqueratina 7 (CK7) ou sarcolectina (SCL), é uma proteína que, em humanos, é codificada pelo gene KRT7. A queratiina 7 é uma queratina tipo II. Ela é expressa, especificamente, no epitélio simples de revestimento das cavidades de órgãos internos, dos ductos de glândulas e de vasos sanguíneos.

## Função
A queratina 7 é um membro da família das queratinas. As citoqueratinas tipo II englobam proteínas básicas e neutras que se arranjam em pares de cadeias heterotípicas de queratina coexpressadas durante a diferenciação de tecidos epiteliais simples ou estratificados. Essas citoqueratinas tipo II são expressadas, especificamente, em epitélio simples de revestimento de cavidades de órgãos internos, dos ductos de glândulas e de vasos sanguíneos. Os genes que codificam as citoqueratinas tipo II estão agrupados em uma região do cromossomo 12q12-q13. Pelo processo de splicing alternativo, pode resultar em diversas variantes transcritas; contudo, nem todas as variantes já foram completamente descritas.
A queratina 7 é encontrada no epitélio glandular simples e no epitélio de transição. As células epiteliais do pulmão e da mama contêm, ambas, queratina 7, mas alguns outros epitélios glandulares não apresentam essa proteína, como os do cólon e da próstata. Como o antígeno queratina 7 é encontrado tanto em células saudáveis quanto neoplásicas, anticorpos para a CK7 podem ser utilizados em imuno-histoquímica para distinguir carcinomas de ovário e de células de transição dos carcinomas de cólon e de próstata, respectivamente. Eles, geralmente, são utilizados com a CK20, para construir o diagnóstico.